# Rita Amada de Jésus
Rita Amada de Jésus (1848 - 1913) est une religieuse portugaise, fondatrice des sœurs de l'Institut de Jésus, Marie et Joseph et reconnue bienheureuse par l'Église catholique. 